# Czernjowci
Czernjowci (bułg. Черньовци) – wieś w południowej Bułgarii, w obwodzie Kyrdżali, w gminie Kyrdżali. Według danych Narodowego Instytutu Statystycznego, 31 grudnia 2011 roku wieś liczyła 88 mieszkańców.